# 斑胸棕尾蜂鸟
，是雨燕目蜂鸟科的一种鸟类。
斑胸棕尾蜂鸟体重约6.38克，翼长约65.2毫米，嘴峰长约26.2毫米，喙宽度约2.6毫米，喙厚度约2.8毫米，跗蹠长约6毫米，尾长约40.2毫米。斑胸棕尾蜂鸟在其分布区内为留鸟，其栖息在密集的高大树木组成的森林中，食性为草食性，主要食物来源是植物的花蜜。

## 亚种
- ：分布于尼加拉瓜和哥斯达黎加的加勒比海坡。
- ：分布于巴拿马的加勒比海沿岸至哥伦比亚西北部及巴拿马东部。
- ：分布于巴拿马东南部至哥伦比亚西部和厄瓜多尔西北部。[4]